# Burgos (La Union)
Burgos è una municipalità di quinta classe delle Filippine, situata nella Provincia di La Union, nella Regione di Ilocos.
Burgos è formata da 12 baranggay:
- Agpay
- Bilis
- Caoayan
- Dalacdac
- Delles
- Imelda
- Libtong
- Linuan
- Lower Tumapoc
- New Poblacion
- Old Poblacion
- Upper Tumapoc